# إرين شين
إرين شين (بالألمانية: Eren Şen؛ بالتركية: Eren Şen) هو لاعب كرة قدم ألماني وتركي في مركز الهجوم، ولد في 28 سبتمبر 1984 في هامبورغ في ألمانيا. شارك مع منتخب ألمانيا تحت 19 سنة لكرة القدم. أما مع النوادي، فقد لعب مع إسطنبول سبور وقونيا سبور ومرسين إيدمانيوردو ونادي بيكان ونادي ثون ونادي ماغديبورغ ونادي هامبورغ.

## وصلات خارجية
- إرين شين على موقع اتحاد تركيا (لاعب) (الإنجليزية)
- إرين شين على موقع قاعدة بيانات كرة القدم.إي يو (الإنجليزية)
- إرين شين على موقع بيانات كرة القدم. دي إي (الألمانية)
- إرين شين على موقع عالم كرة القدم.نت (الإنجليزية)